# Jean-Baptiste Félix Descuret
Jean-Baptiste Félix Descuret (Chalon-sur-Saône, 5 juin 1795-Châtillon-d'Azergues, 27 novembre 1871) est un éditeur scientifique, un écrivain et un médecin français.

## Biographie

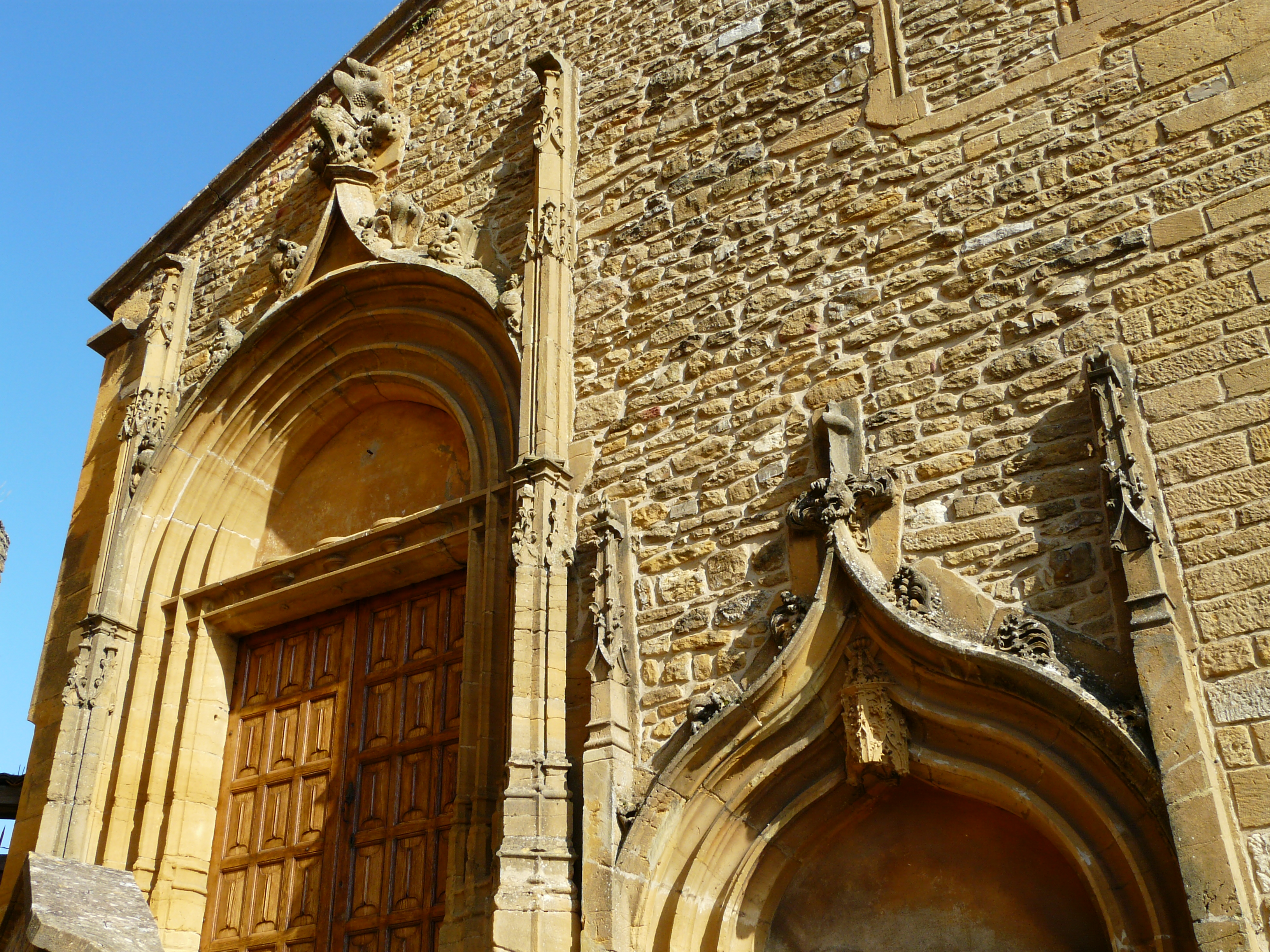
Châtillon-d'Azergues, la chapelle du château sauvée par Descuret

Il fait ses études de médecine à Paris et est reçu docteur en médecine le 21 mai 1818. Sa thèse, en latin, est originale pour l'époque puisqu'elle a pour titre Avantages et inconvénients de l'étude (Dissertatio medica de studii commodis et incommodis). Il obtient à la même période, le 18 mars 1818, un doctorat ès Lettres, grâce à une thèse principale de littérature ancienne sur Salluste, et une thèse complémentaire en latin intitulée De Suicidio.
Il exerce la médecine pendant plus de trente ans à Paris, où il demeure au 223 de la rue Saint-Jacques, comme l'indique l'almanach-bottin de 1842 page 130,. Il est actif pendant l'épidémie de choléra qui frappe la capitale en 1832. Il est d'ailleurs médecin au Bureau de Bienfaisance du XIIe arrondissement. 
Il est fait Chevalier de la légion d'honneur en 1845 pour son dévouement envers les victimes du choléra.
Il s'installe à Châtillon-d'Azergues en 1846. Il est préoccupé par l'état de ruine dans laquelle se trouve la chapelle romane du XIIe siècle, qu'il admire profondément, et qui est située dans le château des seigneurs d'Oingt. Il use de son influence pour la sauver de la destruction, et obtient ainsi en 1862, une décision ministérielle classant l'édifice au rang de Monument historique. La chapelle Saint-Barthélémy dite Notre-Dame-de-Bon-Secours est ainsi restaurée, mais voulant assurer l'entretien du bâtiment, il fait inscrire sur son testament le legs d'une rente perpétuelle de 300 francs pour l'entretien et l'ornementation.

## Apports littéraires et scientifiques
Descuret, comme son célèbre prédécesseur, J.-L. M. Alibert, est considéré comme un médecin moraliste. Son ouvrage le plus célèbre est sa Médecine des passions publié en 1841, dans lequel il s'oppose entre autres à la peine de mort, après sa lecture du philosophe italien Cesare Beccaria. Cet ouvrage inspirera fortement Paul Belouino dans sa rédaction du Des passions, publié trois ans plus tard, en 1844. Son ouvrage rencontre un franc succès en France, si bien qu'il est traduit en italien et en espagnol .
Descuret est l'un des principaux rédacteurs et l'éditeur de la Biographie universelle et portative des contemporains. Il participe également à l'édition des œuvres complètes de Jacques Delille, publiées sous la direction de Catherine Woillez. 
Il a laissé des manuscrits à sa mort : Les médecins moralistes en collaboration avec Catherine Woillez, L'esprit de la grammaire, et les Mémoires d'un vieux médecin, son autobiographie inachevée.

## Publications scientifiques

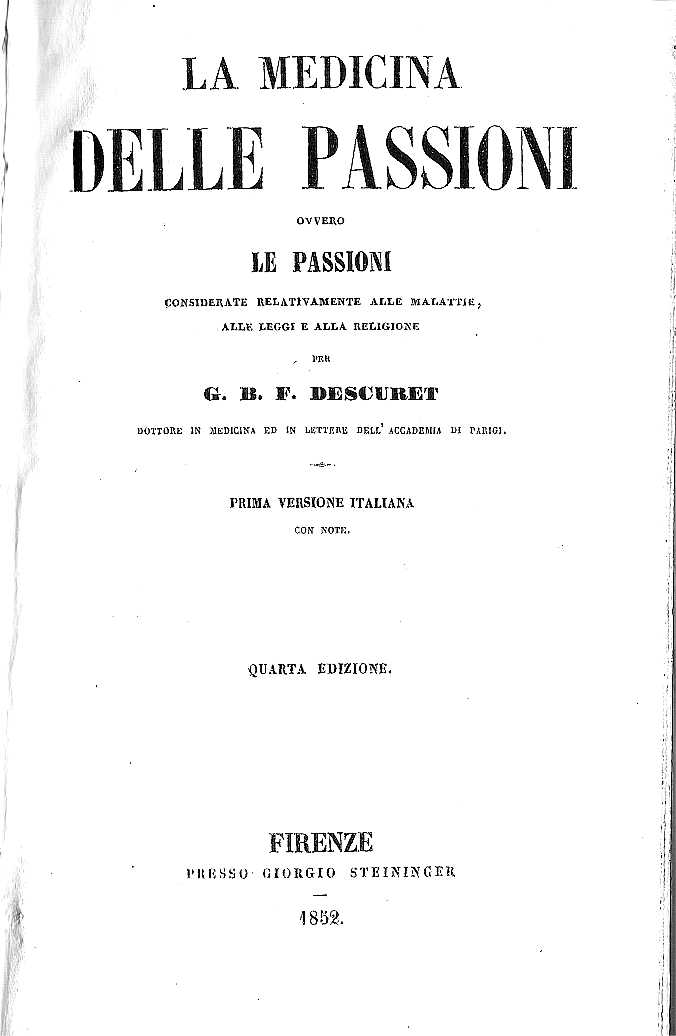
La medicina delle passioni 1852
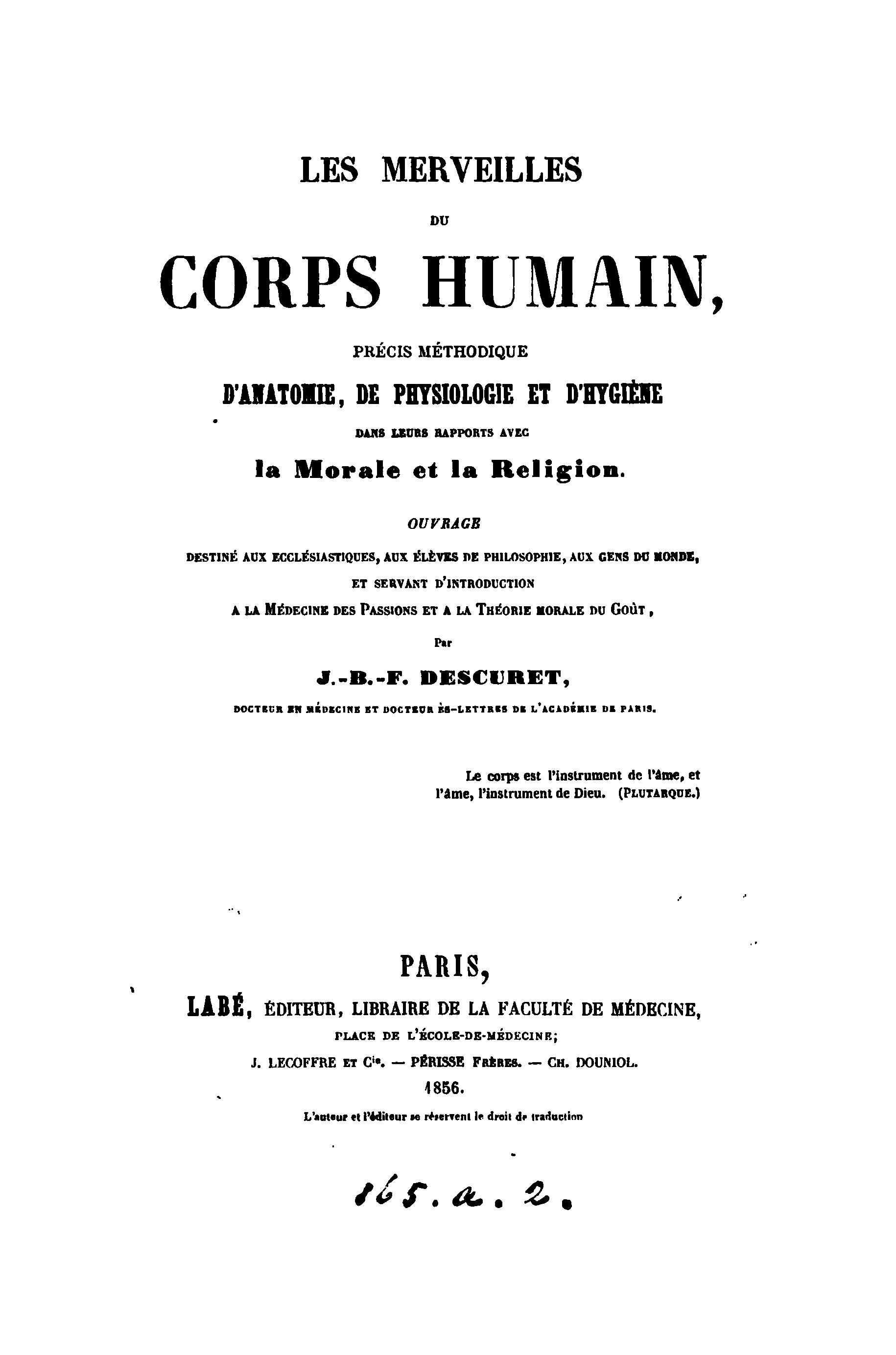
Les Merveilles du corps humain  1856

- Dissertatio medica de studii commodis et incommodis, thèse de médecine, 1818.
- Note sur une menstruation précoce, in Nouveau Journal de Médecine, 1820.
- Cornelius Nepos, ex libris scriptis editisque recensitus, selectis interpretum commentariis novisque auctus, Bibliothèque classique latine, 1820.
- Supplément au cours de littérature de La Harpe, 2 vol., 1822.
- Répertoire de la littérature ancienne et moderne, 1824.
- La médecine des passions ou Les passions considérées dans leurs rapports avec les maladies, les lois et la religion, 1841.
- Articles Caton l'Ancien, Celse, Desault, Daly, Fourcroy, Laugier, Vauquelin, in Biographie médicale, 1855.
- Théorie morale du goût ou Le goût considéré dans ses rapports avec la nature, les beaux-arts, les belles-lettres et les bonnes mœurs, 1847.
- Les merveilles du corps humain, précis méthodique d'anatomie, de physiologie et d'hygiène dans leurs rapports avec la morale et la religion, 1844.